# Canton de Champs-sur-Marne
Le canton de Champs-sur-Marne est une division administrative française située dans le département de Seine-et-Marne en région Île-de-France.

## Historique
Le canton de Champs-sur-Marne a été créée par le décret du 22 janvier 1985 par division du Canton de Torcy.
Par décret du 18 février 2014, le nombre de cantons du département est divisé par deux, avec mise en application aux élections départementales de mars 2015. À la suite du redécoupage cantonal de 2014, les limites territoriales du canton sont remaniées. Le canton de Champs-sur-Marne est conservé et passe de 2 à 4 communes.

## Représentation

### Représentation de 1985 à 2015
| Période | Période      | Identité                     | Étiquette | Qualité                                                                        |
| ------- | ------------ | ---------------------------- | --------- | ------------------------------------------------------------------------------ |
| 1985    | 1994 (décès) | Lionel Hurtebize (1924-1994) | PCF       | télégraphiste puis téléscripteur à l’AFP Maire de Champs-sur-Marne (1977-1994) |
| 1994    | 2015         | Maud Tallet                  | PCF       | Enseignante et maire de Champs-sur-Marne depuis 1994                           |

### Représentation à partir de 2015
| Période élective | Période élective | Mandat | Mandat                 | Identité         | Nuance | Nuance | Qualité |
| ---------------- | ---------------- | ------ | ---------------------- | ---------------- | ------ | ------ | --- |
| 2015             | 2021             | 2015   | 2021                   | Vincent Éblé     |        | PS     | Ancien fonctionnaire territorial Sénateur, Président du conseil général sortant Ancien conseiller général du Canton de Noisiel (1997-2015) |
| 2015             | 2021             | 2015   | 2021                   | Julie Gobert     |        | PS     | Chercheuse Adjointe au maire de Champs-sur-Marne                                                                                           |
| 2021             | 2028             | 2021   | avril 2025 (démission) | Vincent Éblé     |        | PS     | Sénateur |
| 2021             | 2028             | 2021   | en cours               | Julie Gobert     |        | PS     | Chercheuse Adjointe au maire de Champs-sur-Marne                                                                                           |
| 2021             | 2028             | 2025   | en cours               | Mathieu Viskovic |        | PS     | Ancien agent SNCF, maire de Noisiel |

### Résultats détaillés

#### Élections de mars 2015
À l'issue du 1er tour des élections départementales de 2015, deux binômes sont en ballottage : Vincent Éblé et Julie Gobert (PS, 36,44 %) et Daniel Badiata Kanza et Maud Tallet (DVG, 21,63 %). Le taux de participation est de 38,92 % (12 685 votants sur 32 593 inscrits) contre 44,94 % au niveau départemental et 50,17 % au niveau national.
Au second tour, Vincent Eblé et Julie Gobert (PS) sont élus avec 100 % des suffrages exprimés et un taux de participation de 26,26 % (6 019 voix pour 8 560 votants et 32 592 inscrits).

#### Élections de juin 2021
Le premier tour des élections départementales de 2021 est marqué par un très faible taux de participation (33,26 % au niveau national). Dans le canton de Champs-sur-Marne, ce taux de participation est de 24,72 % (8 250 votants sur 33 372 inscrits) contre 27,81 % au niveau départemental. À l'issue de ce premier tour, deux binômes sont en ballottage : Vincent Éblé et Julie Gobert (PS, 42,19 %) et Michel Colas et Cécilia Daulin (LR, 18,38 %).
Le second tour des élections est marqué une nouvelle fois par une abstention massive équivalente au premier tour. Les taux de participation sont de 34,36 % au niveau national, 30,02 % dans le département et 26,87 % dans le canton de Champs-sur-Marne. Vincent Éblé et Julie Gobert (PS) sont élus avec 63,25 % des suffrages exprimés (5 284 voix pour 8 968 votants et 33 375 inscrits),,. 

## Composition

### Composition avant 2015
Le canton de Champs-sur-Marne regroupait deux communes.
| Nom                          | Code Insee | Codepostal | Superficie (km2) | Population (dernière pop. légale) | Densité (hab./km2) |
| ---------------------------- | ---------- | ---------- | ---------------- | --------------------------------- | ------------------ |
| Champs-sur-Marne (chef-lieu) | 77083      | 77420      | 7,35             | 24 663 (2012)                     | 3 356              |
| Émerainville                 | 77169      | 77184      | 5,46             | 7 355 (2012)                      | 1 347              |

### Composition depuis 2015
Le canton de Champs-sur-Marne regroupe désormais quatre communes.
| Nom                                      | Code Insee | Intercommunalité              | Superficie (km2) | Population (dernière pop. légale) | Densité (hab./km2) | Modifier                                    |
| ---------------------------------------- | ---------- | ----------------------------- | ---------------- | --------------------------------- | ------------------ | ------------------------------------------- |
| Champs-sur-Marne (bureau centralisateur) | 77083      | CA Paris - Vallée de la Marne | 7,35             | 26 661 (2022)                     | 3 627              | modifier les données · modifier les données |
| Croissy-Beaubourg                        | 77146      | CA Paris - Vallée de la Marne | 11,63            | 1 969 (2022)                      | 169                | modifier les données · modifier les données |
| Lognes                                   | 77258      | CA Paris - Vallée de la Marne | 3,37             | 14 678 (2022)                     | 4 355              | modifier les données · modifier les données |
| Noisiel                                  | 77337      | CA Paris - Vallée de la Marne | 4,35             | 15 927 (2022)                     | 3 661              | modifier les données · modifier les données |
| Canton de Champs-sur-Marne               | 7701       |                               | 26,70            | 59 235 (2022)                     | 2 219              | modifier les données                        |

## Démographie

### Démographie avant 2015
| 1990   | 1999   | 2006   | 2011   | 2012   |
| ------ | ------ | ------ | ------ | ------ |
| 28 377 | 31 580 | 31 480 | 31 752 | 32 018 |

### Démographie depuis 2015
En 2022, le canton comptait 59 235 habitants, en évolution de +5,29 % par rapport à 2016 (Seine-et-Marne : +3,92 %, France hors Mayotte : +2,11 %).
| 2013   | 2018   | 2022   |
| ------ | ------ | ------ |
| 56 578 | 57 561 | 59 235 |